# フィルムバッジ

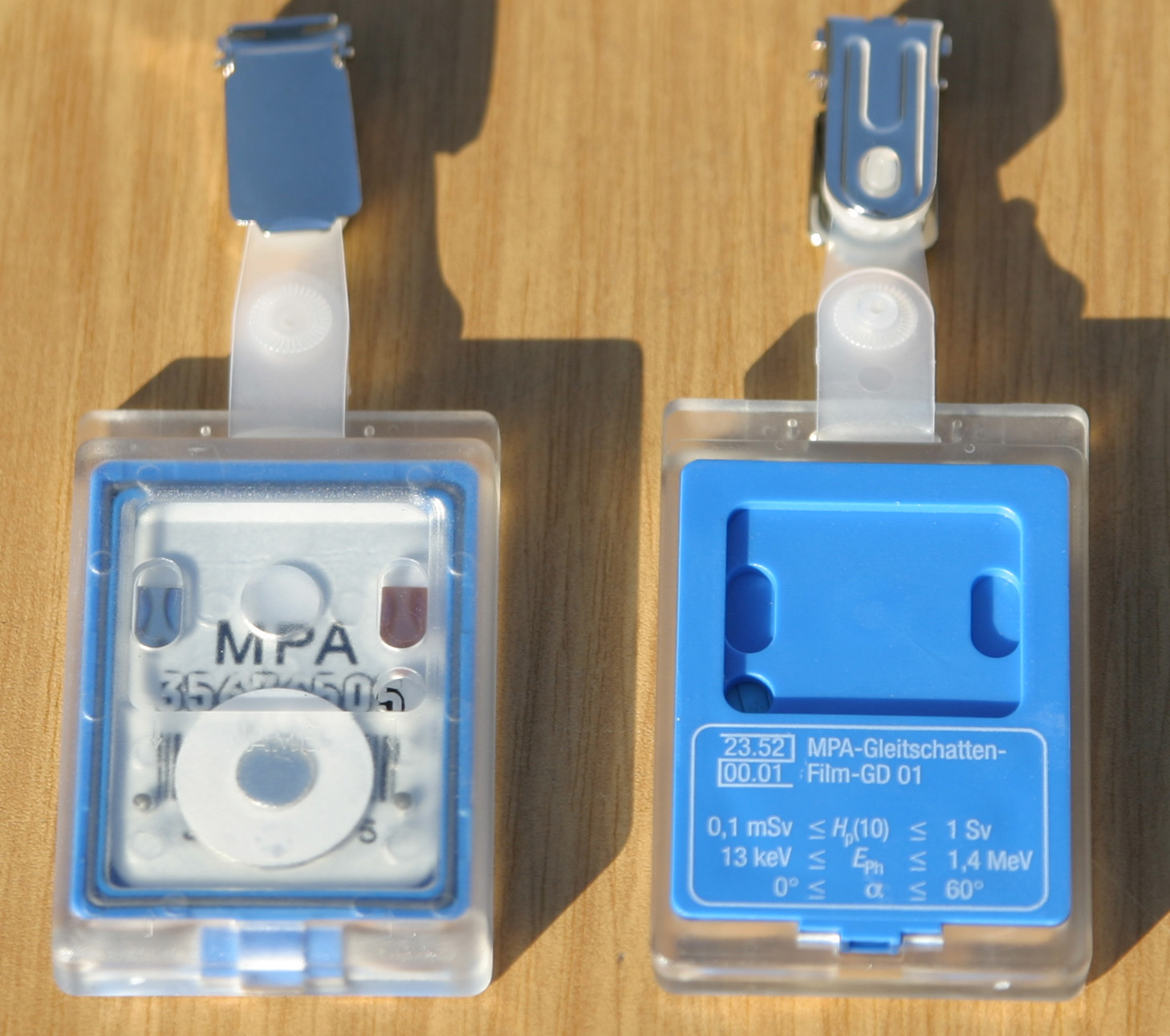
フィルムバッジ

フィルムバッジ（英: film badge ; film badge dosimeter）とは、放射線によるフィルムの感光作用を利用した放射線測定器を言う。個人の外部被曝線量の測定などに用いられる。線量計の一種であり、放射線検出用写真フィルムの小片を適当なフィルターを装備したケースに収めたものである。

## 概要
フィルムバッジ（film badge）は最も古くから用いられている線量計で、写真乳剤が塗布されたフィルムが放射線(X線、γ線)をあびると黒化する性質を利用している。放射線業務従事者が放射線を取り扱う際に一定時間衣服などにつけた後、フィルムを取り出して現像し、その黒化の度合から線量を測定する。
特徴
フィルムバッジには以下の長所がある。
- X 線、γ 線、β 線、中性子線を分離し、それぞれの線量を測定評価できる
- 入射放射線のエネルギーの情報が得られる
- 使用方法が簡単で衝撃に強い
- 小型軽量で単価も安い
- 測定後のフィルムは長期間保存でき、いつでも取り出して再評価できる

ただし、
- 線量判定の処理が煩雑
- 被曝線量の評価に時間がかかる
- 潜像退行[5]が大きい

といった欠点もある。